# Ochrona mienia
Ochrona mienia – działania zapobiegające przestępstwom i wykroczeniom przeciwko mieniu, a także przeciwdziałające powstawaniu szkody wynikającej z tych zdarzeń oraz niedopuszczające do wstępu osób nieuprawnionych na teren chroniony.
Ochrona ta obejmuje:
- bezpośrednią ochronę fizyczną – stałą lub doraźną, polegającą na stałym dozorze sygnałów przesyłanych, gromadzonych i przetwarzanych w elektronicznych urządzeniach i systemach alarmowych
- monitoring systemów alarmowych z centrali firmy ochroniarskiej
- zabezpieczenia techniczne
  - montaż, konserwacja i naprawy elektronicznych urządzeń i systemów alarmowych
  - montaż urządzeń i środków mechanicznego zabezpieczenia oraz ich eksploatacji, konserwacji, naprawach i awaryjnym otwieraniu w miejscach zainstalowania
- konwojowanie i inkaso wartości pieniężnych, towarów i przedmiotów wartościowych oraz niebezpiecznych dla swoich zleceniodawców, poprzez minimum dwuosobowe grupy konwojowe, wyposażone i uzbrojone w broń palną, zgodnie z obowiązującymi przepisami
- interwencje fizyczne – wyjazdy uzbrojonych grup interwencyjnych po otrzymaniu sygnałów z systemów alarmowych, w celu zapobiegania niepożądanych zdarzeń i ew. dokonywania zatrzymań obywatelskich ich sprawców

Ochrona osób i mienia realizowana jest w formie:
1) bezpośredniej ochrony fizycznej:
a) stałej lub doraźnej,
b) polegającej na stałym dozorze sygnałów przesyłanych, gromadzonych i przetwarzanych w elektronicznych urządzeniach i systemach alarmowych,
c) polegającej na konwojowaniu wartości pieniężnych oraz innych przedmiotów wartościowych lub niebezpiecznych;
2) zabezpieczenia technicznego, polegającego na:
a) montażu elektronicznych urządzeń i systemów alarmowych, sygnalizujących zagrożenie chronionych osób i mienia, oraz eksploatacji, konserwacji i naprawach w miejscach ich zainstalowania,
b) montażu urządzeń i środków mechanicznego zabezpieczenia oraz ich eksploatacji, konserwacji, naprawach i awaryjnym otwieraniu w miejscach zainstalowania.
Interwencja to szybkie włączenie się pracowników ochrony w tok zdarzenia, naruszającego normy prawa lub zasady współżycia społecznego, w celu czynnego przeciwdziałania działaniom lub zrachowaniom niezgodnych z tymi normami lub zasadami i przywrócenie stanu poprzedniego (opracowano na podstawie leksykonu policyjnego)